# Willadingen
Willadingen – gmina (niem. Einwohnergemeinde) w Szwajcarii, w kantonie Berno, w regionie administracyjnym Emmental-Oberaargau, w okręgu Emmental.

## Demografia
W Willadingen mieszka 199 osób. W 2020 roku 0,5% populacji gminy stanowiły osoby urodzone poza Szwajcarią.